# Biggest Mistake
"Biggest Mistake" er en sang fra The Rolling Stones, og den blev udgivet på deres 2005 album A Bigger Bang. Den blev udgivet den 21. august 2006, som den tredje single fra albummet, og blev nummer 51. i England.
Krediteret til sangeren Mick Jagger og guitaristen Keith Richards, var det hovedsagelig en Jagger sang. Mick sagde i 2005:” Selvfølgelig er du sårbar ligesom alle andre. Det er skørt at tro at nogle ikke kan blive såret, bare fordi han er kendt eller han spankulere rundt på scenen. Hvis du går gennem Stones albummene, er jeg sikker på at du vil finde sårbarhed sammen med det andet. Det var måske ikke lige så let at finde, fordi det ikke er mig, at dele denne følelse. Jeg gemmer ofte mine følelser bag humor. Denne gang blev sangene skrevet hurtig, og jeg havde nogle bestemte tanker. Jeg tænkte på nogle af ordene efterfølgende, for at se om nogle af dem var for personlige, men jeg besluttede at lade den være. Keith var meget opmuntrende… Oversætte den slags sårbarhed til sange er meget rensende for dig. Du bliver nødt til at skrive det ned, og undersøge det, og beslutte hvad du vil dele. Der er noget i den proces der hjælper mig med, at komme over smerten .”
Teksten fortæller historien om et forhold sangeren havde hvor han forelskede sig, men forlod partneren igen:
| Citat | …When love comes so late; it'll really hit hard; It slams through the gate; it'll catch you off guard… | Citat |
|       | |       |

| Citat | …She didn't deserve it; but it was too late; I walked out the door; and left her to her fate… | Citat |
|       |                                                                                               |       |

Musikerne der indspillede sangen i juni 2005 var følgende. Jagger sang, mens Ron Wood og Richards spillede guitarer, Richards sang desuden også kor. Trommerne blev spillet af Charlie Watts, og orgelet af Chuck Leavell .

## Trackliste
- CD

1. "Biggest Mistake" – 4:07
2. "Dance (Pt.1) (live)" – 6:01 (Olympia, Paris, 11. juli 2003)
3. "Before They Make Me Run" (live) – 3:54 (Olympia, Paris, 11. juli, 2003)

- 7"

1. "Biggest Mistake" – 4:07
2. "Hand Of Fate" (live) (Olympia, Paris, 11. juli, 2003)

### Fodnote
1. ↑  Biggest Mistake
2. ↑  Biggest Mistake – Stones song lyrics